# Зонов, Михаил Максимович
Михаил Максимович Зонов (2 сентября 1915, Тверская губерния — 18 апреля 1945, Германия) — капитан Советской Армии, участник Великой Отечественной войны, Герой Советского Союза (1943).

## Биография
Родился 2 сентября 1915 года в деревне Домкино (ныне Старое Домкино, Конаковский район Тверской области), русский. После окончания в 1927 пяти классов школы работал на Торжокской обувной фабрике (одновременно учился в вечерней школе, получил семилетнее образование), с 1934 счетоводом в колхозе в родной деревне. В 1936 году призван на службу в Рабоче-крестьянскую Красную Армию. Учился в полковой школе, младший командир сверхсрочной службы, в 1939 окончил курсы младших лейтенантов.
С сентября 1942 года — на фронтах Великой Отечественной войны.  Участвовал в Сталинградской и Курской битвах. К сентябрю 1943 года гвардии капитан Михаил Зонов командовал батареей 1-й гвардейской пушечной артиллерийской бригады 1-й гвардейской артиллерийской дивизии прорыва 60-й армии Воронежского фронта. Член ВКП(б) с 1943.
Отличился во время битвы за Днепр. 26 сентября 1943 года, когда возникла угроза потери плацдарма на западном берегу Днепра в районе села Окуниново Козелецкого района Черниговской области Украинской ССР, во главе группы разведчиков и связистов переправился через реку в стороне от основной переправы и пробрался в немецкий тыл. Уничтожив вражеский заслон, группа захватила пулемёт. Обнаружив артиллерийские и миномётные батареи противника, М. Зонов навёл на них огонь советской артиллерии, что позволило вывести из строя 2 миномётные и 2 артиллерийские батареи, а также 4 станковых пулемёта. В дальнейшем его батарея переправилась через Днепр на плацдарм и участвовала в боях за его расширение. 7 октября 1943 года, когда позиции дивизии были атакованы 22 танками и 2 полками пехоты, во главе группы бойцов прорвал окружение 8-го стрелкового полка. В том бою его батарея уничтожила более 240 немецких солдат и офицеров, 4 танка, подавила огонь 2 артиллерийских и 3 миномётных батарей.
Указом Президиума Верховного Совета СССР от 17 октября 1943 года за «мужество и героизм, проявленные при форсировании Днепра и удержании плацдарма на его правом берегу» гвардии капитан Михаил Зонов был удостоен звания Героя Советского Союза с вручением ордена Ленина и медали «Золотая Звезда» за номером 1899.
В дальнейшем участвовал в освобождении Польши, боях в Германии. Погиб в бою 19 апреля 1945 года, похоронен на офицерском кладбище польского города Жары.
Был также награждён орденами Красного Знамени, Отечественной войны 2-й степени и Красной Звезды.